# Ettendorf (Surberg)

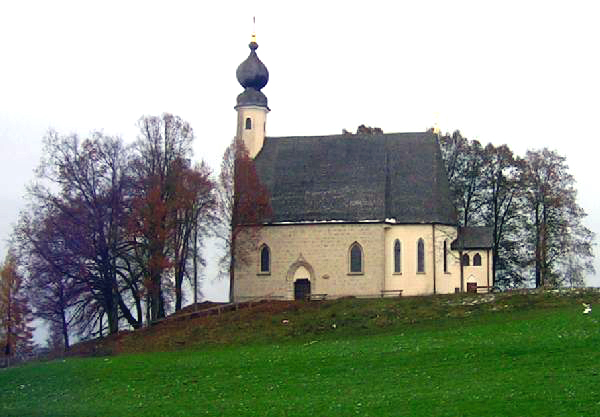
Ettendorfer Kircherl, Ziel von Pferdewallfahrten

Ettendorf ist ein Gemeindeteil der Gemeinde Surberg im Landkreis Traunstein.
Das Kirchdorf grenzt im Westen und im Süden an das Stadtgebiet von Traunstein und liegt fast vollständig nördlich der Bahnstrecke Rosenheim–Salzburg. Bekannt ist die Ettendorfer Kirche St. Vitus und Anna, Ziel des jährlich stattfindenden Traunsteiner Georgiritts. 
Gut einen halben Kilometer östlich vom Kirchdorf Ettendorf liegt das Dorf Hufschlag mit dem ehemaligen Wohnhaus von Joseph Ratzinger, emeritierter Papst Benedikt XVI.